# Prostituzione in Africa

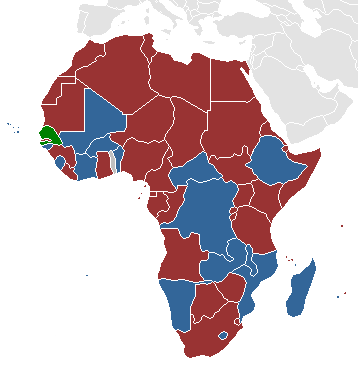
In verde i paesi in cui la prostituzione è legale e regolamentata; in blu quelli in cui non è regolamentata seppur in privato ammessa; in rosso quelli in cui è penalmente perseguita

La prostituzione in Africa è illegale nella maggior parte dei paesi, è tuttavia spesso ampiamente diffusa nella pratica a causa delle difficili condizioni economiche della popolazione; ciò risulta anche essere la maggior causa di diffusione del virus HIV che porta all'AIDS nel continente: secondo i dati del 2012 almeno il 36,9% della popolazione di colore è affetta da HIV o sieropositiva.
L'enorme divario sociale esistente a causa di guerre civili o collasso economico in varie nazioni africane ha causato un ulteriore aumento dei tassi di prostituzione all'interno di quei paesi. Il rapporto sessuale a pagamento è particolarmente comune, dove spesso giovani donne o ragazze si trovano coinvolte in rapporti con uomini più anziani.

## Africa del Nord
- Egitto

La prostituzione in Egitto è illegale e la polizia ufficialmente la combatte ma, come quasi in tutti gli altri paesi della regione essa esiste ed è anzi ben radicata: le prostitute presenti sono egiziane e russe.
La prostituzione in Egitto era stata legalizzata nel 1882 dall'amministrazione britannica. Oggi la legislazione condanna le persone che praticano l'adulterio ad una pena detentiva di 6 mesi, mentre il reato di prostituzione comporta almeno 3 anni di carcere.
- Libia

La prostituzione in Libia è illegale; molte delle prostitute presenti provengono da paesi vicini e sono per lo più profughi.
- Marocco

La prostituzione in Marocco è illegale dal 1970 e non è diffusa.
- Tunisia

La prostituzione in Tunisia è illegale ma le leggi che la vietano vengono spesso tranquillamente disattese; le case d'appuntamento sono tollerate e regolate da parte delle autorità locali. Nel 2009 il rapporto sui diritti umani dichiarava: il codice penale proibisce la prostituzione con condanne fino a due anni, ma molto pochi sono state le persone condannate per averla violata; esistono invece case di tolleranza in cui le lavoratrici devono sottoposi ad esami medici regolari.
Dopo la cacciata del presidente Zine El-Abidine Ben Ali a seguito della Rivoluzione dei Gelsomini vi è stata una sempre più forte pressione da parte degli integralisti islamici per far chiudere con effetto immediato i bordelli.

## Africa occidentale
- Burkina Faso

In Burkina Faso la prostituzione non è espressamente proibita dalla legge, ma l'induzione e lo sfruttamento della prostituzione sono perseguiti. Negli ultimi anni la domanda di prostitute pare essere aumentata nel paese, già considerato come uno dei teatri principali di lavoro minorile.
Un gran numero di minori sono vittime di tratta di esseri umani ed avviati, quando non al lavoro in stato di schiavitù, alla prostituzione forzata. Nel 2009-10 i casi di infezione da AIDS colpivano poco meno dell'1% della popolazione.
- Capo Verde

Il turismo sessuale è un'importante fonte di reddito nazionale per le Isole di Capo Verde.
- Costa d'Avorio

In Costa d'Avorio la prostituzione in sé (scambio di sesso in cambio di denaro tra persone adulte) è legale, ma le eventuali attività connesse di sfruttamento o induzione vengono perseguite dalla legge: i bordelli sono proibiti. La guerra civile che ha sconvolto il paese tra il 2002 e il 2004 ha lasciato molte donne da sole senza alcun sostegno economico, per cui molte di esse hanno fatto ricorso alla prostituzione semplicemente per sopravvivere.
Un problema per il paese è anche il turismo sessuale.
- Gambia

La prostituzione in Gambia è illegale, oltre che un grande tabù sociale.
- Ghana

La prostituzione in Ghana è illegale; vi è inoltre un crescente problema di turismo sessuale. Un'alta percentuale delle prostitute del paese sono vulnerabili al virus dell'HIV
- Guinea-Bissau

La prostituzione in Guinea-Bissau rappresenta un serio e grave problema sociale; molti degli sfruttatori delle prostitute sono anche spacciatori di sostanze stupefacenti: a causa delle disperate condizioni di vita e della difficilissima condizione economica generale molte giovani vengono tentate dalla prostituzione e finiscono per diventare dipendenti dalla cocaina.
- Liberia

La prostituzione in Liberia è illegale anche se, assieme alla confinante Sierra Leone la prostituzione minorile ha registrato un deciso aumento a seguito della guerra civile.
- Mali

Il Mali si trova ad affrontare un grave problema di turismo sessuale e prostituzione minorile, oltre ad una vera e propria tratta delle donne.
- Niger

In Niger la prostituzione è illegale. Molte prostitute dalla Nigeria perseguitate in patria si vedono costrette a spostarsi verso il confine col Niger, percepito come più disponibile e tollerante.
- Nigeria

La Nigeria è diventato col tempo uno dei principali esportatori di donne destinate al mercato estero europeo della prostituzione; per cercar di ovviar a tale emergenza sociale il vice presidente Ike Ekweremadu ha proposto un disegno di legge di legalizzazione.
- Senegal

In Senegal la prostituzione è legale e regolamentata: le donne che vogliono accedervi devono avere compiuto 21 anni, registrarsi presso la polizia e svolgere periodicamente appositi esami sanitari. Varie ONG che sostengono le prostitute parlano di ripetuti abusi da parte della polizia. Il paese sta infine diventando sempre più una destinazione popolare per il turismo sessuale femminile.
- Sierra Leone

Dalla fine della decennale guerra civile che ha insanguinato il paese, si è registrato un notevole aumento della prostituzione minorile, in particolare tra gli orfani. Tutto ciò avviene nonostante il fatto la prostituzione in Sierra Leone sia illegale.
- Togo

In Togo la prostituzione è illegale e punita dai 5 ai 10 anni di carcere. Negli ultimi anni il paese è divenuto meta privilegiata per il turismo sessuale e la prostituzione minorile.

## Africa centrale

### Angola
In Angola la prostituzione è illegale; il traffico di esseri umani è un grave problema che il governo affronta con difficoltà, vista la grave crisi del paese.

### Camerun
In Camerun la prostituzione è illegale, sebbene il paese attiri sempre più il turismo sessuale rivolto in special modo alla prostituzione minorile: il governo ha tentato di arrestare per quanto possibile il fenomeno firmando accordi multilaterali con diversi paesi occidentali.

### Repubblica Centrafricana
Nella Repubblica Centrafricana la prostituzione è ufficialmente illegale, sebbene di fatto gestita da sfruttatori stranieri.

### Repubblica Democratica del Congo
Nella Repubblica Democratica del Congo la prostituzione è illegale, ma le forze di polizia fanno ben poco per far rispettare il divieto. Molte prostitute congolesi, comprese anche molte ragazze giovani rimaste orfane sono state accusate a più riprese di stregoneria.

## Africa orientale

### Burundi
In Burundi la prostituzione è illegale.

### Eritrea
Nel paese del Corno d'Africa è illegale.

### Etiopia
Nel paese del Corno d'Africa è legale.

### Kenya
- Prostituzione in Kenya.

### Madagascar
In Madagascar la prostituzione è illegale e chiunque venga sorpreso a pagare un qualche rapporto sessuale rischia una condanna fino a 10 anni di carcere.

### Malawi
In Malawi la prostituzione è illegale ma, nonostante ciò, molto diffusa; le leggi che la vietano sono d'altronde raramente applicate

### Mozambico
Nel paese è legale.

### Ruanda
Nel paese è illegale.

### Seychelles
Nel paese è illegale.

### Somalia
Nel paese è illegale.

### Sudan del Sud
Il Sudan del Sud ha un problema di prostituzione importata dai paesi confinanti.

### Tanzania
In Tanzania la prostituzione è illegale ma nonostante ciò molto diffusa.

### Uganda
Nel paese è illegale.

### Zambia
In Zambia la prostituzione è illegale, sebbene il paese si trovi a dover affrontare un enorme problema nei riguardi della prostituzione minorile: vi è poi la credenza che avere rapporti sessuali con una vergine sia in grado di far guarire dall'AIDS.

### Zimbabwe
In Zimbabwe la prostituzione è illegale se praticata sotto i 18 anni o all'interno di un casino; nonostante ciò è un mercato molto fiorente.

## Africa del Sud

### Botswana
Nel paese è illegale.

### Lesotho
Nel paese è legale.

### Namibia
Nel paese è legale.

### Sudafrica
Nel paese è illegale dal 1991.

### Swaziland
In Swaziland la prostituzione è illegale e le forze di polizia si impegnano a far rispettare il divieto; nonostante ciò a volte chiudono un occhio se i fatti accadono all'interno di un locale o club privato.